# Châtillon Matild valois-i grófné
Châtillon Matild valois-i grófné (1293. – 1358. október 3.)
III. (Châtillon) Guy saint-poli gróf és Bretagne-i Mária hercegnő leánya.
Apai nagyszülei: II. (Châtillon) Guy saint-poli gróf és Brabant-i Matilda hercegnő
Anyai nagyszülei: II. János bretagne-i herceg és Angliai Beatrix királyi hercegnő (III. Henrik angol király és Provence-i Eleonóra grófnő leánya)
1308-ban a 15 éves Mahaut nőül ment Valois Károly grófhoz, III. Fülöp francia király és Aragóniai Izabella infánsnő fiához (IV. Fülöp francia király fivéréhez), aki 23 évvel volt idősebb nála, s aki addigra már kétszer megözvegyült.
Frigyükből négy gyermek származott:
- Mária (1309 – 1332)
- Izabella (1313 – 1388. augusztus 26.)
- Blanka (1317 – 1348)
- Lajos (1318 – 1328)

1325-ben a 32 esztendős Mahaut megözvegyült, 1358. október 3-án, 65 évesen elhunyt.